# 早熟猪毛菜
早熟猪毛菜（学名：Salsola praecox）是苋科猪毛菜属的植物。分布在俄罗斯以及中国大陆的新疆等地，多生长于砂丘以及砂地，目前尚未由人工引种栽培。